# Catharina Kajander
Catharina Kajander, född 30 juni 1945 i Helsingfors, är en finländsk keramikkonstnär.
Kajander utbildade sig vid Konstindustriella högskolans keramikavdelning 1962–66 och var elev till Kaj Franck och Kyllikki Salmenhaara. 1966–68 arbetade hon där som överlärarens assistent. Hon har även verkat som keramikexpert i biståndsprojekt i Tanzania 1972–74 och i Guinea 1997.
Kajanders konstnärskap omfattar stora krukor och skulpturer i keramik och terrakotta, oftast i finsk rödlera. Hon är representerad bland annat på Designmuseet i Helsingfors och Finlands Hantverksmuseum i Jyväskylä.

## Priser och utmärkelser
- 1969 – Finska statens konstindustripris
- 2001 – Stina Krooks Stiftelses pris
- 2001 – Finlands Vita Ros’ ordens förtjänsttecken